# Тип 73 (бронетранспортёр)
Бронемашина Тип 73 (яп. 73式装甲車) — японский бронетранспортёр.

## История
Создан в 1967—1972 годах фирмой «Мицубиси» по заказу Сухопутных сил самообороны на более совершенную машину, чем начавший устаревать бронетранспортёр Тип 60.
Серийное производство бронетранспортёра началось в 1973 году и продолжалось до конца 1980-х годов. Хотя в некоторых западных публикациях фигурирует цифра в 225 выпущенных машин этого типа, данные по количеству состоящих на вооружении бронетранспортёров говорят о большем количестве произведённых машин.
На базе бронетранспортёра Тип 73 были созданы 105-мм самоходная гаубица «тип 74» и РСЗО «тип 75».
С началом производства более современной БМП Тип 89 планировалось заменить ей бронетранспортёры Тип 73, с превращением последних в артиллерийские тягачи или подвозчики боеприпасов. Однако, из-за низких темпов производства БМП, замена произведена так и не была и основная масса выпущенных бронетранспортёров этого типа, вместе с более современной техникой, всё ещё остаётся на вооружении.

## Описание
БТР имеет сварной корпус из алюминиевого сплава, кормовой лист представляет собой откидывающуюся аппарель для посадки и высадки десанта.
Механик-водитель размещается в передней части машины справа, а слева от него находится стрелок курсового 7,62-мм пулемета, смонтированного в шаровой установке в лобовом листе корпуса. За ними располагается командир. По периметру его башенки имеются шесть приборов для кругового наблюдения. Во второй вращающейся башенке смонтирован 12,7-мм пулемет, огонь из которого ведет один из десантников. По бортам кормовой части машины установлены два трехствольных дымовых гранатомета.
Ходовая часть имеет по пять опорных катков большого диаметра на каждом борту.
Для действий в ночных условиях имеются инфракрасные приборы. Также БТР оснащен системой защиты от оружия массового поражения (фильтровентиляционная установка и др.).
Движение по воде (со скоростью до 6 км/ч) производится с помощью перематывания гусениц.

## На вооружении
- Япония — принят на вооружение в 1973 году[2], по данным отчетов Японии в ООН, в 1998[6] — 2003 годы на вооружении имелось 337 бронетранспортёров «тип 73»[7], в 2004 году их количество уменьшилось до 336[8], в 2006 году — до 332, в 2008 их осталось 313[9]. В дальнейшем, их количество продолжало сокращаться, но в 2021 году на вооружении оставалось 230[10], в 2022 году - 226, в 2023 году - 220[11].